# Lommagöl, Blekinge
Lommagöl är en sjö i Karlskrona kommun i Blekinge och ingår i Bruatorpsåns huvudavrinningsområde.